# Florence-Nightingale-Krankenhaus (Düsseldorf)
Das Florence-Nightingale-Krankenhaus ist ein Krankenhaus der Kaiserswerther Diakonie in Kaiserswerth im Norden Düsseldorfs. Es ist das zweitgrößte Krankenhaus Düsseldorfs, nach der Universitätsklinik.

## Geschichte
Vorgänger waren ein 1836 entstandenes behelfsmäßiges Hospital am Kaiserswerther Markt und das 1885 errichtete Fronbergkrankenhaus. Daneben gab es auch Kriegslazarette.
Die heutige Klinik wurde 1975 eröffnet.  Der Name des Krankenhauses erinnert an Florence Nightingale, eine Begründerin der modernen westlichen Krankenpflege, die in der Mitte des 19. Jahrhunderts in Kaiserswerth gelebt und gewirkt hatte.

## Einrichtung
Das Haus verfügt über zwölf Fachkliniken sowie mehrere zertifizierte Zentren zur Behandlung von Patienten vor allem im Bereich der Familien- und Tumormedizin.